# Valentina Buzzurro
Valentina Buzzurro (Agrigento, Italia; 21 de junio de 2000) es una actriz italiana radicada en México. Es conocida por interpretar el papel de Gemma Corona en la franquicia de telenovelas, Vencer.

## Biografía
Nació en Agrigento, Sicilia en 2000; hija de padre italiano y madre mexicana. Emigró a México junto a su familia cuando tenía 8 años. Durante su infancia practicó gimnasia artística y clavadismo hasta que lo dejó para comenzar su educación actoral. A los 11 años ingresó a la Escuela de Artes Escénicas CasAzul.
Debutó como actriz en la película de 2014, Viento Aparte, dirigida por Alejandro Gerber Bicecci. Ese mismo año obtuvo el papel de Cinthia en la tercera y cuarta temporada de El Señor de los Cielos.
En 2018 consiguió su segundo papel cinematográfico en la película, El Ombligo de Guie'dani, dirigida por Xavi Sala. Posteriormente ha participado en películas como Olimpia y Arritmia.
En 2020 obtuvo el papel de Elsa Agostini en la telenovela, Los pecados de Bárbara, protagonizada por Diana Bovio e Irán Castillo. Ese mismo año obtuvo el papel de Gemma Corona en la telenovela, Vencer el desamor, repitiendo su personaje en la telenovela, Vencer el pasado; ambas producciones pertenecientes a la franquicia de telenovelas, Vencer.
De igual forma ha participado en series de televisión como Luis Miguel, El candidato, La muchacha que limpia y El rey Vicente Fernández.
En 2022 participó en la película, Gringa, protagonizada por Steve Zahn y Judy Greer. Actualmente se encuentra trabajando en la próxima telenovela de TelevisaUnivision, Eternamente Amándonos, protagonizada por Alejandra Robles Gil y Marcus Ornellas.
Desde 2022 Valentina debutó en el mundo del doblaje bajo la dirección de Bruno Coronel.

## Vida personal
Actualmente mantiene una relación sentimental con el actor mexicano David Caro Levy.

## Filmografía

### Cine
| Año  | Título                  | Papel   | Notas |
| ---- | ----------------------- | ------- | ----- |
| 2014 | Viento aparte           | Karina  |       |
| 2018 | El Ombligo de Guie'dani | Adriana |       |
| 2019 | Olimpia                 | Judith  |       |
| 2019 | Arritmia                | Ada     |       |
| 2022 | Gringa                  |         |       |

### Televisión
| Año       | Título                   | Papel                                | Notas                 |
| --------- | ------------------------ | ------------------------------------ | --------------------- |
| 2015-2016 | El Señor de los Cielos   | Cinthia                              | 24 episodios          |
| 2018      | Luis Miguel: la serie    | Alessandra                           | 1 episodio            |
| 2020      | Los pecados de Bárbara   | Elsa Agostini Godinez                | 43 episodios          |
| 2020      | El candidato             | Jimena                               | 4 episodios           |
| 2020-2021 | Vencer el desamor        | Gemma Corona                         | 92 episodios          |
| 2021      | La muchacha que limpia   | La Nena                              | 1 episodio            |
| 2021      | Vencer el pasado         | Gemma Corona                         | 72 episodios          |
| 2022      | El rey Vicente Fernández | Teresa Fernández Gómez (adolescente) | 7 episodios           |
| 2023      | Eternamente amándonos    | Blanca Ortiz                         | —                     |
| 2024      | La historia de Juana     | Margarita Bravo                      |                       |
| 2025      | Regalo de amor           | Fedra de la Vega Mondragón           | Antagonista principal |

### Doblaje
| Año  | Título           | Papel             | Notas         |
| ---- | ---------------- | ----------------- | ------------- |
| 2022 | Stranger Things  | Voces adicionales | 4.ª temporada |
| 2023 | Junji Ito Maniac | Narumi Hikizuri   | Anime         |